# Ван Куријево отварање
Назван је по имену холандског шахисте Мартена ван Курија (1813–1885) који је освојио шесто место на Холандском шаховском првенству 1878. Пошто се овај почетни потез ретко игра, сматра се неправилним отварања, и стога је класификована под шифром А00 у Енциклопедији шаховских отварања.

## Историја
Потез 1. е2-е3 се среће од давнина. На пример, позната је извесна партија  Луцене, датирана 1497. године, у којој је примењено ово отварање. Након тога, отварање су користили познати шахисти као Јозеф Емил Крејчик, Џозеф Хенри Блекберн, Арон Нимцович, Бент Ларсен, Ентони Мајлс.
У 1994. години Гари Каспаров је користио ово отварање са променљивим успехом против шаховског програма Fritz. Светски шампион је победио у две партијеи изгубио једну..
Иако ово отварање није агресивно за први потез, игра се може транспоновати на линије Енглеске партије (ц2–ц4), Игре даминог пешака (д2–д4), или обрнуте Француске одбране (одложено д2–д4), обрнуте Холандске одбране (ф2–ф4) позиције или модерне варијанте Ларсеновог отварања (б2-б3).

## Варијанте

### 1. e3 e5. 2. d4Мароци варијанта

#### 1. e3 e5. 2. d4 exd4 3. exd4 d5
|   | 4        | 5        | 6        | 7        | 8        | 9       | 10       | 11       |  |
| - | -------- | -------- | -------- | -------- | -------- | ------- | -------- | -------- |  |
| 1 | Bd3 Bd6  | Nf3 Ne7  | O-O      | Bg5 f6   | Bh4 Bf5  | Bg3 c6  | Re1 Bxd3 | Qxd3 Na6 |  |
| 1 | Nf3 ...  | ...      | ...      | ...      | ...      | ...     | ...      | ...      |  |
| 1 | c4 ...   | ...      | ...      | ...      | ...      | ...     | ...      | ...      |  |
| 1 | Nc3 ...  | ...      | ...      | ...      | ...      | ...     | ...      | ...      |  |
| 1 | Bf4 ...  | ...      | ...      | ...      | ...      | ...     | ...      | ...      |  |
| 1 | Qf3 ...  | ...      | ...      | ...      | ...      | ...     | ...      | ...      |  |
| 1 | Be3 ...  | ...      | ...      | ...      | ...      | ...     | ...      | ...      |  |
| 1 | c3 ...   | ...      | ...      | ...      | ...      | ...     | ...      | ...      |  |
| 1 | Qe2+ ... | ...      | ...      | ...      | ...      | ...     | ...      | ...      |  |
| 1 | h3 ...   | ...      | ...      | ...      | ...      | ...     | ...      | ...      |  |
| 1 | Be2 ...  | ...      | ...      | ...      | ...      | ...     | ...      | ...      |  |
| 1 | g3 ...   | ...      | ...      | ...      | ...      | ...     | ...      | ...      |  |
| 1 | Bb5+ ... | ...      | ...      | ...      | ...      | ...     | ...      | ...      |  |
| 1 | a3 ...   | ...      | ...      | ...      | ...      | ...     | ...      | ...      |  |
| 1 | Nd2 ...  | ...      | ...      | ...      | ...      | ...     | ...      | ...      |  |
| 1 | f4 Nf6   | Nf3 Bg4  | ...      | ...      | ...      | ...     | ...      | ...      |  |
| 1 | f4 Nf6   | Nf3 Bd6  | ...      | ...      | ...      | ...     | ...      | ...      |  |
| 1 | f4 Nf6   | Nf3 Be7  | ...      | ...      | ...      | ...     | ...      | ...      |  |
| 1 | f4 Nf6   | Nf3 c5   | ...      | ...      | ...      | ...     | ...      | ...      |  |
| 1 | f4 Nf6   | Nf3 c5   | ...      | ...      | ...      | ...     | ...      | ...      |  |
| 1 | f4 Nf6   | Nf3 c5   | ...      | ...      | ...      | ...     | ...      | ...      |  |
| 1 | f4 Nf6   | Nf3 c5   | Nc3 Nc6  | Bb5 ...  | ...      | ...     | ...      | ...      |  |
| 1 | f4 Nf6   | Nf3 c5   | Nc3 Nc6  | Be2 cxd4 | Nxd4 Bc5 | Be3 ... | ...      | ...      |  |
| 1 | f4 Nf6   | Nf3 c5   | Nc3 Nc6  | Be2 cxd4 | Nxd4 Bc5 | Nb3 ... | ...      | ...      |  |
| 1 | f4 Nf6   | Nf3 c5   | Nc3 Nc6  | Be2 cxd4 | Nxd4 Bb4 | ...     | ...      | ...      |  |
| 1 | f4 Nf6   | Nf3 c5   | Nc3 Nc6  | Be2 cxd4 | Nxd4 Qb6 | ...     | ...      | ...      |  |
| 1 | f4 Nf6   | Nf3 c5   | Nc3 Nc6  | Be2 cxd4 | Nb5 ...  | ...     | ...      | ...      |  |
| 1 | f4 Nf6   | Nf3 c5   | Nc3 Nc6  | Be2 Be7  | ...      | ...     | ...      | ...      |  |
| 1 | f4 Nf6   | Nf3 c5   | Nc3 Nc6  | Be3 c4   | ...      | ...     | ...      | ...      |  |
| 1 | f4 Nf6   | Nf3 c5   | Nc3 Nc6  | Be3 Bg4  | ...      | ...     | ...      | ...      |  |
| 1 | f4 Nf6   | Nf3 c5   | Nc3 Nc6  | Be3 cxd4 | ...      | ...     | ...      | ...      |  |
| 1 | f4 Nf6   | Nf3 c5   | Nc3 Nc6  | Qe2+ ... | ...      | ...     | ...      | ...      |  |
| 1 | f4 Nf6   | Nf3 c5   | Nc3 Nc6  | h3 ...   | ...      | ...     | ...      | ...      |  |
| 1 | f4 Nf6   | Nf3 c5   | Nc3 Nc6  | dxc5 ... | ...      | ...     | ...      | ...      |  |
| 1 | f4 Nf6   | Nf3 c5   | Nc3 a6   | ...      | ...      | ...     | ...      | ...      |  |
| 1 | f4 Nf6   | Nf3 c5   | Nc3 Be7  | ...      | ...      | ...     | ...      | ...      |  |
| 1 | f4 Nf6   | Nf3 c5   | Bd3 ...  | ...      | ...      | ...     | ...      | ...      |  |
| 1 | f4 Nf6   | Nf3 c5   | dxc5 ... | ...      | ...      | ...     | ...      | ...      |  |
| 1 | f4 Nf6   | Nf3 c5   | c4 ...   | ...      | ...      | ...     | ...      | ...      |  |
| 1 | f4 Nf6   | Nf3 Bf5  | ...      | ...      | ...      | ...     | ...      | ...      |  |
| 1 | f4 Nf6   | Nf3 b6   | ...      | ...      | ...      | ...     | ...      | ...      |  |
| 1 | f4 Nf6   | Bd3 c5   | ...      | ...      | ...      | ...     | ...      | ...      |  |
| 1 | f4 Nf6   | Bd3 Nc6  | ...      | ...      | ...      | ...     | ...      | ...      |  |
| 1 | f4 Nf6   | Bd3 Be7  | ...      | ...      | ...      | ...     | ...      | ...      |  |
| 1 | f4 Nf6   | Bd3 Bd6  | ...      | ...      | ...      | ...     | ...      | ...      |  |
| 1 | f4 Nf6   | Nc3 c5   | ...      | ...      | ...      | ...     | ...      | ...      |  |
| 1 | f4 Nf6   | Nc3 Bb4  | ...      | ...      | ...      | ...     | ...      | ...      |  |
| 1 | f4 Bd6   | Nf3 Ne7  | Bd3 c5   | c3 Nbc6  | ...      | ...     | ...      | ...      |  |
| 1 | f4 Bd6   | Nf3 Ne7  | Bd3 c5   | c3 Bg4   | ...      | ...     | ...      | ...      |  |
| 1 | f4 Bd6   | Nf3 Ne7  | Bd3 Bf5  | O-O      | Nc3 ...  | ...     | ...      | ...      |  |
| 1 | f4 Bd6   | Nf3 Ne7  | Bd3 Bf5  | O-O      | c3 ...   | ...     | ...      | ...      |  |
| 1 | f4 Bd6   | Nf3 Ne7  | Bd3 O-O  | ...      | ...      | ...     | ...      | ...      |  |
| 1 | f4 Bd6   | Nf3 Ne7  | Bd3 Nbc6 | ...      | ...      | ...     | ...      | ...      |  |
| 1 | f4 Bd6   | Nf3 Ne7  | Nc3 ...  | ...      | ...      | ...     | ...      | ...      |  |
| 1 | f4 Bd6   | Nf3 Ne7  | Ne5 ...  | ...      | ...      | ...     | ...      | ...      |  |
| 1 | f4 Bd6   | Nf3 Nf6  | Bd3 O-O  | O-O c5   | c3 Nc6   | Kh1 ... | ...      | ...      |  |
| 1 | f4 Bd6   | Nf3 Nf6  | Bd3 O-O  | O-O c5   | c3 Nc6   | Ne5 ... | ...      | ...      |  |
| 1 | f4 Bd6   | Nf3 Nf6  | Bd3 O-O  | O-O c5   | c3 Nc6   | Be3 ... | ...      | ...      |  |
| 1 | f4 Bd6   | Nf3 Nf6  | Bd3 O-O  | O-O c5   | c3 c4    | ...     | ...      | ...      |  |
| 1 | f4 Bd6   | Nf3 Nf6  | Bd3 O-O  | O-O c6   | ...      | ...     | ...      | ...      |  |
| 1 | f4 Bd6   | Nf3 Nf6  | Bd3 O-O  | O-O Re8  | ...      | ...     | ...      | ...      |  |
| 1 | f4 Bd6   | Nf3 Nf6  | Bd3 O-O  | O-O Nc6  | ...      | ...     | ...      | ...      |  |
| 1 | f4 Bd6   | Nf3 Nf6  | Bd3 Nc6  | ...      | ...      | ...     | ...      | ...      |  |
| 1 | f4 Bd6   | Nf3 Nf6  | Nc3 c6   | ...      | ...      | ...     | ...      | ...      |  |
| 1 | f4 Bd6   | Nf3 Nf6  | Nc3 O-O  | ...      | ...      | ...     | ...      | ...      |  |
| 1 | f4 Bd6   | Nf3 Nf6  | c4 ...   | ...      | ...      | ...     | ...      | ...      |  |
| 1 | f4 Bd6   | Nf3 Bf5  | ...      | ...      | ...      | ...     | ...      | ...      |  |
| 1 | f4 Bd6   | Nf3 Bg4  | ...      | ...      | ...      | ...     | ...      | ...      |  |
| 1 | f4 Bd6   | Nc3 ...  | ...      | ...      | ...      | ...     | ...      | ...      |  |
| 1 | f4 c5    | dxc5 ... | ...      | ...      | ...      | ...     | ...      | ...      |  |
| 1 | f4 c5    | c3 ...   | ...      | ...      | ...      | ...     | ...      | ...      |  |
| 1 | f4 c5    | Bb5+ ... | ...      | ...      | ...      | ...     | ...      | ...      |  |
| 1 | f4 Bf5   | ...      | ...      | ...      | ...      | ...     | ...      | ...      |  |
| 1 | f4 f5    | ...      | ...      | ...      | ...      | ...     | ...      | ...      |  |
| 1 | f4 Nc6   | ...      | ...      | ...      | ...      | ...     | ...      | ...      |  |
| 1 | Ne2 Nf6  | Bg5 ...  | ...      | ...      | ...      | ...     | ...      | ...      |  |
| 1 | Ne2 Nf6  | Ng3 ...  | ...      | ...      | ...      | ...     | ...      | ...      |  |
| 1 | Ne2 Bd6  | Bf4 ...  | ...      | ...      | ...      | ...     | ...      | ...      |  |
| 1 | Ne2 Bd6  | Ng3 ...  | ...      | ...      | ...      | ...     | ...      | ...      |  |
| 1 | Ne2 c5   | ...      | ...      | ...      | ...      | ...     | ...      | ...      |  |
| 1 | Ne2 c6   | ...      | ...      | ...      | ...      | ...     | ...      | ...      |  |
| 1 | Bd2 c6   | ...      | ...      | ...      | ...      | ...     | ...      | ...      |  |
| 1 | Bd2 c5   | ...      | ...      | ...      | ...      | ...     | ...      | ...      |  |
| 1 | Qh5+ ... | ...      | ...      | ...      | ...      | ...     | ...      | ...      |  |
| 1 | f3 ...   | ...      | ...      | ...      | ...      | ...     | ...      | ...      |  |
| 1 | Ke2 ...  | ...      | ...      | ...      | ...      | ...     | ...      | ...      |  |

#### 1. e3 e5. 2. d4 exd4 3. exd4♘f6
|   | 4     | 5       | 6        | 7   | 8   | 9   | 7   | 10  |  |
| - | ----- | ------- | -------- | --- | --- | --- | --- | --- |  |
| 1 | e3 e5 | d4 exd4 | exd4 ♘f6 | ... | ... | ... | ... | ... |  |

#### 1. e3 e5. 2. d4 exd4 3. exd4♕e7+
|   | 4     | 5       | 6        | 7   | 8   | 9   | 7   | 10  |  |
| - | ----- | ------- | -------- | --- | --- | --- | --- | --- |  |
| 1 | e3 e5 | d4 exd4 | exd4 ♘f6 | ... | ... | ... | ... | ... |  |

#### 1. e3 e5. 2. d4 exd4 3. exd4♕f6
|   | 4     | 5       | 6        | 7   | 8   | 9   | 7   | 10  |  |
| - | ----- | ------- | -------- | --- | --- | --- | --- | --- |  |
| 1 | e3 e5 | d4 exd4 | exd4 ♘f6 | ... | ... | ... | ... | ... |  |

#### 1. e3 e5. 2. d4 exd4 3. exd4♕h4[70]
|    | 4     | 5       | 6        | 7   | 8   | 9   | 7   | 10  |  |
| -- | ----- | ------- | -------- | --- | --- | --- | --- | --- |  |
| 1  | e3 e5 | d4 exd4 | exd4 ♘f6 | ... | ... | ... | ... | ... |  |
| 2  | e3 e5 | d4 e4   | ...      | ... | ... | ... | ... | ... |  |
| 3  | e3 e5 | d4 ♘c6  | ...      | ... | ... | ... | ... | ... |  |
| 4  | e3 e5 | d4 d6   | ...      | ... | ... | ... | ... | ... |  |
| 5  | e3 e5 | d4 d6   | ...      | ... | ... | ... | ... | ... |  |
| 6  | e3 e5 | d4 d5   | ...      | ... | ... | ... | ... | ... |  |
| 7  | e3 e5 | d4 f6   | ...      | ... | ... | ... | ... | ... |  |
| 8  | e3 e5 | d4 ♕e7  | ...      | ... | ... | ... | ... | ... |  |
| 9  | e3 e5 | d4 ♗b4+ | ...      | ... | ... | ... | ... | ... |  |
| 10 | e3 e5 | d4 g6   | ...      | ... | ... | ... | ... | ... |  |
| 11 | e3 e5 | d4 a5   | ...      | ... | ... | ... | ... | ... |  |

### 1. e3 e5.  2. c4
Овај чланак користи алгебарску шаховску нотацију како би се описали шаховски потези.
|    | 1     | 2      | 3       | 4      | 5   | 6   | 7   | 8   |                  |
| -- | ----- | ------ | ------- | ------ | --- | --- | --- | --- | ---------------- |
| 12 | e3 e5 | c4 ♘f6 | ...     | ...    | ... | ... | ... | ... |                  |
| 13 | e3 e5 | c4 ♘c6 | ...     | ...    | ... | ... | ... | ... |                  |
| 14 | e3 e5 | c4 d6  | ♘c3 ♘c6 | b3 ♘f6 | ... | ... | ... | ... | Amsterdam Attack |
| 15 | e3 e5 | c4 g6  | ...     | ...    | ... | ... | ... | ... |                  |
| 16 | e3 e5 | c4 f5  | ...     | ...    | ... | ... | ... | ... |                  |
| 17 | e3 e5 | c4 c6  | ...     | ...    | ... | ... | ... | ... |                  |
| 18 | e3 e5 | c4 c5  | ...     | ...    | ... | ... | ... | ... |                  |
| 19 | e3 e5 | c4 d5  | ...     | ...    | ... | ... | ... | ... |                  |
| 20 | e3 e5 | c4 ♗c5 | ...     | ...    | ... | ... | ... | ... |                  |
| 21 | e3 e5 | c4 ♘e7 | ...     | ...    | ... | ... | ... | ... |                  |
| 22 | e3 e5 | c4 e4  | ...     | ...    | ... | ... | ... | ... |                  |
| 23 | e3 e5 | c4 f6  | ...     | ...    | ... | ... | ... | ... |                  |

### 1. e3 e5.  2. b3
Овај чланак користи алгебарску шаховску нотацију како би се описали шаховски потези.
|    | 1     | 2      | 3   | 4   | 5   | 6   | 7   | 8   |  |
| -- | ----- | ------ | --- | --- | --- | --- | --- | --- |  |
| 24 | e3 e5 | b3 d5  | ... | ... | ... | ... | ... | ... |  |
| 25 | e3 e5 | b3 ♘f6 | ... | ... | ... | ... | ... | ... |  |
| 26 | e3 e5 | b3 ♘c6 | ... | ... | ... | ... | ... | ... |  |
| 27 | e3 e5 | b3 d6  | ... | ... | ... | ... | ... | ... |  |
| 28 | e3 e5 | b3 g6  | ... | ... | ... | ... | ... | ... |  |
| 29 | e3 e5 | b3 f5  | ... | ... | ... | ... | ... | ... |  |
| 30 | e3 e5 | b3 g5  | ... | ... | ... | ... | ... | ... |  |
| 31 | e3 e5 | b3 c5  | ... | ... | ... | ... | ... | ... |  |
| 32 | e3 e5 | b3 a6  | ... | ... | ... | ... | ... | ... |  |

### 1. e3 e5.  2.♘f3
Овај чланак користи алгебарску шаховску нотацију како би се описали шаховски потези.
|    | 1     | 2       | 3       | 4       | 5   | 6   | 7   | 8   |                 |
| -- | ----- | ------- | ------- | ------- | --- | --- | --- | --- | --------------- |
| 33 | e3 e5 | ♘f3 ♘c6 | ...     | ...     | ... | ... | ... | ... |                 |
| 34 | e3 e5 | ♘f3 e4  | ...     | ...     | ... | ... | ... | ... |                 |
| 35 | e3 e5 | ♘f3 d6  | ...     | ...     | ... | ... | ... | ... |                 |
| 36 | e3 e5 | ♘f3 ♗c5 | ...     | ...     | ... | ... | ... | ... |                 |
| 37 | e3 e5 | ♘f3 ♗d6 | ...     | ...     | ... | ... | ... | ... |                 |
| 38 | e3 e5 | ♘f3 ♘f6 | f4 exf4 | ♘f3 ... | ... | ... | ... | ... | Akahi Variation |

### 1. e3 e5.  2.♘c3
Овај чланак користи алгебарску шаховску нотацију како би се описали шаховски потези.
|    | 1     | 2       | 3       | 4       | 5   | 6   | 7   | 8   |                 |
| -- | ----- | ------- | ------- | ------- | --- | --- | --- | --- | --------------- |
| 39 | e3 e5 | ♘c3 ♘f6 | ...     | ...     | ... | ... | ... | ... |                 |
| 40 | e3 e5 | ♘c3 d5  | f4 exf4 | ♘f3 ... | ... | ... | ... | ... | Ekolu Variation |
| 41 | e3 e5 | ♘c3 ♘c6 | f4 exf4 | ♘f3 ... | ... | ... | ... | ... | Alua Variation  |
| 42 | e3 e5 | ♘c3 ♗b4 | ...     | ...     | ... | ... | ... | ... |                 |
| 43 | e3 e5 | ♘c3 c6  | ...     | ...     | ... | ... | ... | ... |                 |
| 44 | e3 e5 | ♘c3 f6  | ...     | ...     | ... | ... | ... | ... |                 |
| 45 | e3 e5 | ♘c3 f5  | ...     | ...     | ... | ... | ... | ... |                 |

### 1. e3 e5.  2. d3
Овај чланак користи алгебарску шаховску нотацију како би се описали шаховски потези.
|    | 1     | 2      | 3   | 4   | 5   | 6   | 7   | 8   |  |
| -- | ----- | ------ | --- | --- | --- | --- | --- | --- |  |
| 46 | e3 e5 | d3 d5  | ... | ... | ... | ... | ... | ... |  |
| 47 | e3 e5 | d3 ♘c6 | ... | ... | ... | ... | ... | ... |  |
| 48 | e3 e5 | d3 ♘f6 | ... | ... | ... | ... | ... | ... |  |
| 49 | e3 e5 | d3 d6  | ... | ... | ... | ... | ... | ... |  |

### 1. e3 e5.  2. g3
Овај чланак користи алгебарску шаховску нотацију како би се описали шаховски потези.
|    | 1     | 2      | 3   | 4   | 5   | 6   | 7   | 8   |  |
| -- | ----- | ------ | --- | --- | --- | --- | --- | --- |  |
| 50 | e3 e5 | g3 d5  | ... | ... | ... | ... | ... | ... |  |
| 51 | e3 e5 | g3 ♘f6 | ... | ... | ... | ... | ... | ... |  |
| 52 | e3 e5 | g3 d6  | ... | ... | ... | ... | ... | ... |  |
| 53 | e3 e5 | g3 c6  | ... | ... | ... | ... | ... | ... |  |
| 54 | e3 e5 | g3 f5  | ... | ... | ... | ... | ... | ... |  |
| 55 | e3 e5 | g3 b6  | ... | ... | ... | ... | ... | ... |  |

### 1. e3 e5.  2.♘e2
Овај чланак користи алгебарску шаховску нотацију како би се описали шаховски потези.
|    | 1     | 2       | 3   | 4   | 5   | 6   | 7   | 8   |  |
| -- | ----- | ------- | --- | --- | --- | --- | --- | --- |  |
| 56 | e3 e5 | ♘e2 d5  | ... | ... | ... | ... | ... | ... |  |
| 57 | e3 e5 | ♘e2 ♘f6 | ... | ... | ... | ... | ... | ... |  |
| 58 | e3 e5 | ♘e2 ♘c6 | ... | ... | ... | ... | ... | ... |  |
| 59 | e3 e5 | ♘e2 f5  | ... | ... | ... | ... | ... | ... |  |
| 60 | e3 e5 | ♘e2 ♗b4 | ... | ... | ... | ... | ... | ... |  |

### 1. e3 e5.  2.♗c4
Овај чланак користи алгебарску шаховску нотацију како би се описали шаховски потези.
|    | 1     | 2       | 3       | 4   | 5   | 6   | 7   | 8   |                           |
| -- | ----- | ------- | ------- | --- | --- | --- | --- | --- | ------------------------- |
| 61 | e3 e5 | ♗c4 ♘f6 | ...     | ... | ... | ... | ... | ... |                           |
| 62 | e3 e5 | ♗c4 d5  | ♗b3 ... | ... | ... | ... | ... | ... | Bouncing Bishop Variation |
| 63 | e3 e5 | ♗c4 ♗c5 | ...     | ... | ... | ... | ... | ... |                           |
| 64 | e3 e5 | ♗c4 ♘c6 | ...     | ... | ... | ... | ... | ... |                           |
| 65 | e3 e5 | ♗c4 b6  | ...     | ... | ... | ... | ... | ... |                           |
| 66 | e3 e5 | ♗c4 d6  | ...     | ... | ... | ... | ... | ... |                           |
| 67 | e3 e5 | ♗c4 ♘h6 | ...     | ... | ... | ... | ... | ... |                           |
| 68 | e3 e5 | ♗c4 ♕e7 | ...     | ... | ... | ... | ... | ... |                           |

### 1. e3 e5.  2. c3
Овај чланак користи алгебарску шаховску нотацију како би се описали шаховски потези.
|    | 1     | 2      | 3   | 4   | 5   | 6   | 7   | 8   |  |
| -- | ----- | ------ | --- | --- | --- | --- | --- | --- |  |
| 69 | e3 e5 | c3 d5  | ... | ... | ... | ... | ... | ... |  |
| 70 | e3 e5 | c3 ♘f6 | ... | ... | ... | ... | ... | ... |  |
| 71 | e3 e5 | c3 ♘c6 | ... | ... | ... | ... | ... | ... |  |
| 72 | e3 e5 | c3 c5  | ... | ... | ... | ... | ... | ... |  |
| 73 | e3 e5 | c3 d6  | ... | ... | ... | ... | ... | ... |  |
| 74 | e3 e5 | c3 e4  | ... | ... | ... | ... | ... | ... |  |

### 1. …e5 2.♕f3
Овај чланак користи алгебарску шаховску нотацију како би се описали шаховски потези.
|    | 1     | 2       | 3   | 4   | 5   | 6   | 7   | 8   |  |
| -- | ----- | ------- | --- | --- | --- | --- | --- | --- |  |
| 75 | e3 e5 | ♕f3 ♘f6 | ... | ... | ... | ... | ... | ... |  |
| 76 | e3 e5 | ♕f3 d5  | ... | ... | ... | ... | ... | ... |  |
| 77 | e3 e5 | ♕f3 ♘c6 | ... | ... | ... | ... | ... | ... |  |

### 1. …e5 2. a3
Овај чланак користи алгебарску шаховску нотацију како би се описали шаховски потези.
|    | 1     | 2      | 3   | 4   | 5   | 6   | 7   | 8   |  |
| -- | ----- | ------ | --- | --- | --- | --- | --- | --- |  |
| 78 | e3 e5 | a3 d5  | ... | ... | ... | ... | ... | ... |  |
| 79 | e3 e5 | a3 ♘f6 | ... | ... | ... | ... | ... | ... |  |
| 80 | e3 e5 | a3 d6  | ... | ... | ... | ... | ... | ... |  |
| 81 | e3 e5 | a3 ♗e7 | ... | ... | ... | ... | ... | ... |  |

### 1. …e5 2. e4
Овај чланак користи алгебарску шаховску нотацију како би се описали шаховски потези.
|    | 1     | 2      | 3   | 4   | 5   | 6   | 7   | 8   |  |
| -- | ----- | ------ | --- | --- | --- | --- | --- | --- |  |
| 82 | e3 e5 | e4 ♘f6 | ... | ... | ... | ... | ... | ... |  |
| 83 | e3 e5 | e4 ♗c5 | ... | ... | ... | ... | ... | ... |  |
| 84 | e3 e5 | e4 ♘c6 | ... | ... | ... | ... | ... | ... |  |

### 1. …e5 2.♘h3
Овај чланак користи алгебарску шаховску нотацију како би се описали шаховски потези.
|    | 1     | 2       | 3   | 4   | 5   | 6   | 7   | 8   |  |
| -- | ----- | ------- | --- | --- | --- | --- | --- | --- |  |
| 85 | e3 e5 | ♘h3 d5  | ... | ... | ... | ... | ... | ... |  |
| 86 | e3 e5 | ♘h3 ♘f6 | ... | ... | ... | ... | ... | ... |  |
| 87 | e3 e5 | ♘h3 ♘c6 | ... | ... | ... | ... | ... | ... |  |

### 1. …e5 2.♕h5
Овај чланак користи алгебарску шаховску нотацију како би се описали шаховски потези.
|    | 1     | 2       | 3   | 4   | 5   | 6   | 7   | 8   |  |
| -- | ----- | ------- | --- | --- | --- | --- | --- | --- |  |
| 88 | e3 e5 | ♕h5 ♘c6 | ... | ... | ... | ... | ... | ... |  |
| 89 | e3 e5 | ♕h5 d6  | ... | ... | ... | ... | ... | ... |  |
| 90 | e3 e5 | ♕h5 ♗d6 | ... | ... | ... | ... | ... | ... |  |
| 91 | e3 e5 | ♕h5 g6  | ... | ... | ... | ... | ... | ... |  |

### 1. …e5 2. f4
Овај чланак користи алгебарску шаховску нотацију како би се описали шаховски потези.
|    | 1     | 2       | 3   | 4   | 5   | 6   | 7   | 8   |  |
| -- | ----- | ------- | --- | --- | --- | --- | --- | --- |  |
| 92 | e3 e5 | f4 exf4 | ... | ... | ... | ... | ... | ... |  |
| 93 | e3 e5 | f4 d6   | ... | ... | ... | ... | ... | ... |  |
| 94 | e3 e5 | f4 ♘c6  | ... | ... | ... | ... | ... | ... |  |
| 95 | e3 e5 | f4 e4   | ... | ... | ... | ... | ... | ... |  |

### 1. …e5 2.♗d3
Овај чланак користи алгебарску шаховску нотацију како би се описали шаховски потези.
|    | 1     | 2       | 3   | 4   | 5   | 6   | 7   | 8   |  |
| -- | ----- | ------- | --- | --- | --- | --- | --- | --- |  |
| 96 | e3 e5 | ♗d3 d5  | ... | ... | ... | ... | ... | ... |  |
| 97 | e3 e5 | ♗d3 ♘f6 | ... | ... | ... | ... | ... | ... |  |

### 1. …e5 2.♕e2
Овај чланак користи алгебарску шаховску нотацију како би се описали шаховски потези.
|    | 1     | 2      | 3   | 4   | 5   | 6   | 7   | 8   |  |
| -- | ----- | ------ | --- | --- | --- | --- | --- | --- |  |
| 98 | e3 e5 | ♕e2 d5 | ... | ... | ... | ... | ... | ... |  |
| 99 | e3 e5 | ♕e2 e4 | ... | ... | ... | ... | ... | ... |  |

### 1. …e5 2.♗e2
Овај чланак користи алгебарску шаховску нотацију како би се описали шаховски потези.
|     | 1     | 2       | 3   | 4   | 5   | 6   | 7   | 8   |  |
| --- | ----- | ------- | --- | --- | --- | --- | --- | --- |  |
| 100 | e3 e5 | ♗e2 Nc6 | ... | ... | ... | ... | ... | ... |  |
| 101 | e3 e5 | ♗e2 d5  | ... | ... | ... | ... | ... | ... |  |

### 1. …e5 2. a4
Овај чланак користи алгебарску шаховску нотацију како би се описали шаховски потези.
|     | 1     | 2      | 3   | 4   | 5   | 6   | 7   | 8   |  |
| --- | ----- | ------ | --- | --- | --- | --- | --- | --- |  |
| 100 | e3 e5 | a4 d5  | ... | ... | ... | ... | ... | ... |  |
| 101 | e3 e5 | a4 ♘f6 | ... | ... | ... | ... | ... | ... |  |

### 1. …e5 2.♔e2
Овај чланак користи алгебарску шаховску нотацију како би се описали шаховски потези.
|     | 1     | 2      | 3   | 4   | 5   | 6   | 7   | 8   |  |
| --- | ----- | ------ | --- | --- | --- | --- | --- | --- |  |
| 102 | e3 e5 | ♔e2 d5 | ... | ... | ... | ... | ... | ... |  |

### 1. …e5 2. h4
Овај чланак користи алгебарску шаховску нотацију како би се описали шаховски потези.
|     | 1     | 2      | 3   | 4   | 5   | 6   | 7   | 8   |  |
| --- | ----- | ------ | --- | --- | --- | --- | --- | --- |  |
| 103 | e3 e5 | h4 ♘f6 | ... | ... | ... | ... | ... | ... |  |

### 1. …e5 2. f3
Овај чланак користи алгебарску шаховску нотацију како би се описали шаховски потези.
|     | 1     | 2     | 3   | 4   | 5   | 6   | 7   | 8   |  |
| --- | ----- | ----- | --- | --- | --- | --- | --- | --- |  |
| 104 | e3 e5 | f3 d5 | ... | ... | ... | ... | ... | ... |  |

### 1. …e5 2. g4
Овај чланак користи алгебарску шаховску нотацију како би се описали шаховски потези.
|     | 1     | 2      | 3   | 4   | 5   | 6   | 7   | 8   |  |
| --- | ----- | ------ | --- | --- | --- | --- | --- | --- |  |
| 105 | e3 e5 | g4 ♘f6 | ... | ... | ... | ... | ... | ... |  |

### 1. …e5 2.♗b5
Овај чланак користи алгебарску шаховску нотацију како би се описали шаховски потези.
|     | 1     | 2      | 3   | 4   | 5   | 6   | 7   | 8   |  |
| --- | ----- | ------ | --- | --- | --- | --- | --- | --- |  |
| 106 | e3 e5 | ♗b5 c6 | ... | ... | ... | ... | ... | ... |  |

### 1. …e5 2. b4
Овај чланак користи алгебарску шаховску нотацију како би се описали шаховски потези.
|     | 1     | 2      | 3   | 4   | 5   | 6   | 7   | 8   |  |
| --- | ----- | ------ | --- | --- | --- | --- | --- | --- |  |
| 107 | e3 e5 | b4 ♘c6 | ... | ... | ... | ... | ... | ... |  |

### 1. …d5 2. c4
Овај чланак користи алгебарску шаховску нотацију како би се описали шаховски потези.
|     | 1     | 2       | 3   | 4   | 5   | 6   | 7   | 8   |  |
| --- | ----- | ------- | --- | --- | --- | --- | --- | --- |  |
| 108 | e3 d5 | c4 e6   | ... | ... | ... | ... | ... | ... |  |
| 109 | e3 d5 | c4 c6   | ... | ... | ... | ... | ... | ... |  |
| 110 | e3 d5 | c4 ♘f6  | ... | ... | ... | ... | ... | ... |  |
| 111 | e3 d5 | c4 dxc4 | ... | ... | ... | ... | ... | ... |  |
| 112 | e3 d5 | c4 e5   | ... | ... | ... | ... | ... | ... |  |
| 113 | e3 d5 | c4 d4   | ... | ... | ... | ... | ... | ... |  |
| 114 | e3 d5 | c4 c5   | ... | ... | ... | ... | ... | ... |  |
| 115 | e3 d5 | c4 ♗f5  | ... | ... | ... | ... | ... | ... |  |

### 1. …d5 2. b3
Овај чланак користи алгебарску шаховску нотацију како би се описали шаховски потези.
|     | 1     | 2      | 3   | 4   | 5   | 6   | 7   | 8   |  |
| --- | ----- | ------ | --- | --- | --- | --- | --- | --- |  |
| 116 | e3 d5 | b3 ♘f6 | ... | ... | ... | ... | ... | ... |  |
| 117 | e3 d5 | b3 e5  | ... | ... | ... | ... | ... | ... |  |
| 118 | e3 d5 | b3 c5  | ... | ... | ... | ... | ... | ... |  |
| 119 | e3 d5 | b3 ♗f5 | ... | ... | ... | ... | ... | ... |  |
| 120 | e3 d5 | b3 e6  | ... | ... | ... | ... | ... | ... |  |
| 121 | e3 d5 | b3 c6  | ... | ... | ... | ... | ... | ... |  |
| 122 | e3 d5 | b3 ♘c6 | ... | ... | ... | ... | ... | ... |  |
| 123 | e3 d5 | b3 g6  | ... | ... | ... | ... | ... | ... |  |
| 124 | e3 d5 | b3 b6  | ... | ... | ... | ... | ... | ... |  |
| 125 | e3 d5 | b3 ♘d7 | ... | ... | ... | ... | ... | ... |  |
| 126 | e3 d5 | b3 f5  | ... | ... | ... | ... | ... | ... |  |
| 127 | e3 d5 | b3 a6  | ... | ... | ... | ... | ... | ... |  |

### 1. …d5 2. d4
Овај чланак користи алгебарску шаховску нотацију како би се описали шаховски потези.
|     | 1     | 2      | 3        | 4   | 5   | 6   | 7   | 8   |  |
| --- | ----- | ------ | -------- | --- | --- | --- | --- | --- |  |
| 1   | e3 d5 | d4 ♘f6 | ♗d3 ...  | ... | ... | ... | ... | ... |  |
| 2   | e3 d5 | d4 ♘f6 | c4 ...   | ... | ... | ... | ... | ... |  |
| 3   | e3 d5 | d4 ♘f6 | ♘f3 ...  | ... | ... | ... | ... | ... |  |
| 4   | e3 d5 | d4 ♘f6 | f4 ...   | ... | ... | ... | ... | ... |  |
| 5   | e3 d5 | d4 ♘f6 | ♘d2 ...  | ... | ... | ... | ... | ... |  |
| 6   | e3 d5 | d4 ♘f6 | ♘c3 ...  | ... | ... | ... | ... | ... |  |
| 7   | e3 d5 | d4 ♘f6 | c3 ...   | ... | ... | ... | ... | ... |  |
| 8   | e3 d5 | d4 ♘f6 | ♗e2 ...  | ... | ... | ... | ... | ... |  |
| 9   | e3 d5 | d4 ♘f6 | h3 ...   | ... | ... | ... | ... | ... |  |
| 10  | e3 d5 | d4 ♘f6 | b3 ...   | ... | ... | ... | ... | ... |  |
| 11  | e3 d5 | d4 ♘f6 | g3 ...   | ... | ... | ... | ... | ... |  |
| 12  | e3 d5 | d4 ♘f6 | a3 ...   | ... | ... | ... | ... | ... |  |
| 13  | e3 d5 | d4 ♘f6 | ♗b5+ ... | ... | ... | ... | ... | ... |  |
| 14  | e3 d5 | d4 ♘f6 | ♗d2 ...  | ... | ... | ... | ... | ... |  |
| 15  | e3 d5 | d4 ♘f6 | ♗c4 ...  | ... | ... | ... | ... | ... |  |
| 16  | e3 d5 | d4 ♘f6 | ♘e2 ...  | ... | ... | ... | ... | ... |  |
| 17  | e3 d5 | d4 ♘f6 | f3 ...   | ... | ... | ... | ... | ... |  |
| 18  | e3 d5 | d4 e6  | ♗d3 ...  | ... | ... | ... | ... | ... |  |
| 19  | e3 d5 | d4 e6  | ♘f3 ...  | ... | ... | ... | ... | ... |  |
| 20  | e3 d5 | d4 e6  | c4 ...   | ... | ... | ... | ... | ... |  |
| 21  | e3 d5 | d4 e6  | f4 ...   | ... | ... | ... | ... | ... |  |
| 22  | e3 d5 | d4 e6  | ♘d2 ...  | ... | ... | ... | ... | ... |  |
| 23  | e3 d5 | d4 e6  | a3 ...   | ... | ... | ... | ... | ... |  |
| 24  | e3 d5 | d4 e6  | c3 ...   | ... | ... | ... | ... | ... |  |
| 25  | e3 d5 | d4 e6  | ♘c3 ...  | ... | ... | ... | ... | ... |  |
| 26  | e3 d5 | d4 e6  | ♗b5+ ... | ... | ... | ... | ... | ... |  |
| 27  | e3 d5 | d4 e6  | g3 ...   | ... | ... | ... | ... | ... |  |
| 28  | e3 d5 | d4 e6  | b3 ...   | ... | ... | ... | ... | ... |  |
| 29  | e3 d5 | d4 e6  | ♗d2 ...  | ... | ... | ... | ... | ... |  |
| 30  | e3 d5 | d4 e6  | ♘e2 ...  | ... | ... | ... | ... | ... |  |
| 31  | e3 d5 | d4 ♗f5 | c4 ...   | ... | ... | ... | ... | ... |  |
| 32  | e3 d5 | d4 ♗f5 | ♗d3 ...  | ... | ... | ... | ... | ... |  |
| 33  | e3 d5 | d4 ♗f5 | ♘f3 ...  | ... | ... | ... | ... | ... |  |
| 34  | e3 d5 | d4 ♗f5 | f4 ...   | ... | ... | ... | ... | ... |  |
| 35  | e3 d5 | d4 ♗f5 | ♘d2 ...  | ... | ... | ... | ... | ... |  |
| 36  | e3 d5 | d4 ♗f5 | ♘c3 ...  | ... | ... | ... | ... | ... |  |
| 37  | e3 d5 | d4 ♗f5 | c3 ...   | ... | ... | ... | ... | ... |  |
| 38  | e3 d5 | d4 ♗f5 | g4 ...   | ... | ... | ... | ... | ... |  |
| 39  | e3 d5 | d4 ♗f5 | h3 ...   | ... | ... | ... | ... | ... |  |
| 40  | e3 d5 | d4 ♗f5 | a3 ...   | ... | ... | ... | ... | ... |  |
| 41  | e3 d5 | d4 ♗f5 | ♘e2 ...  | ... | ... | ... | ... | ... |  |
| 42  | e3 d5 | d4 ♗f5 | b3 ...   | ... | ... | ... | ... | ... |  |
| 43  | e3 d5 | d4 ♗f5 | ♕f3 ...  | ... | ... | ... | ... | ... |  |
| 44  | e3 d5 | d4 ♗f5 | ♗b5+ ... | ... | ... | ... | ... | ... |  |
| 45  | e3 d5 | d4 ♘c6 | c4 ...   | ... | ... | ... | ... | ... |  |
| 46  | e3 d5 | d4 ♘c6 | f4 ...   | ... | ... | ... | ... | ... |  |
| 47  | e3 d5 | d4 ♘c6 | ♗d3 ...  | ... | ... | ... | ... | ... |  |
| 48  | e3 d5 | d4 ♘c6 | ♘f3 ...  | ... | ... | ... | ... | ... |  |
| 48  | e3 d5 | d4 ♘c6 | c3 ...   | ... | ... | ... | ... | ... |  |
| 49  | e3 d5 | d4 ♘c6 | ♗b5 ...  | ... | ... | ... | ... | ... |  |
| 50  | e3 d5 | d4 ♘c6 | ♘c3 ...  | ... | ... | ... | ... | ... |  |
| 51  | e3 d5 | d4 ♘c6 | ♗d2 ...  | ... | ... | ... | ... | ... |  |
| 52  | e3 d5 | d4 ♘c6 | a3 ...   | ... | ... | ... | ... | ... |  |
| 53  | e3 d5 | d4 ♘c6 | ♘d2 ...  | ... | ... | ... | ... | ... |  |
| 54  | e3 d5 | d4 ♘c6 | ♗e2 ...  | ... | ... | ... | ... | ... |  |
| 55  | e3 d5 | d4 ♘c6 | h3 ...   | ... | ... | ... | ... | ... |  |
| 56  | e3 d5 | d4 ♘c6 | e4 ...   | ... | ... | ... | ... | ... |  |
| 57  | e3 d5 | d4 ♘c6 | g3 ...   | ... | ... | ... | ... | ... |  |
| 58  | e3 d5 | d4 ♘c6 | ♘h3 ...  | ... | ... | ... | ... | ... |  |
| 59  | e3 d5 | d4 ♘c6 | ♘a3 ...  | ... | ... | ... | ... | ... |  |
| 60  | e3 d5 | d4 ♘c6 | ♕d3 ...  | ... | ... | ... | ... | ... |  |
| 61  | e3 d5 | d4 c6  | ♗d3 ...  | ... | ... | ... | ... | ... |  |
| 62  | e3 d5 | d4 c6  | c4 ...   | ... | ... | ... | ... | ... |  |
| 63  | e3 d5 | d4 c6  | ♘f3 ...  | ... | ... | ... | ... | ... |  |
| 64  | e3 d5 | d4 c6  | f4 ...   | ... | ... | ... | ... | ... |  |
| 65  | e3 d5 | d4 c6  | c3 ...   | ... | ... | ... | ... | ... |  |
| 66  | e3 d5 | d4 c6  | ♘d2 ...  | ... | ... | ... | ... | ... |  |
| 67  | e3 d5 | d4 c6  | g3 ...   | ... | ... | ... | ... | ... |  |
| 68  | e3 d5 | d4 c6  | ♘e2 ...  | ... | ... | ... | ... | ... |  |
| 69  | e3 d5 | d4 c6  | h3 ...   | ... | ... | ... | ... | ... |  |
| 70  | e3 d5 | d4 c6  | f3 ...   | ... | ... | ... | ... | ... |  |
| 71  | e3 d5 | d4 c6  | a3 ...   | ... | ... | ... | ... | ... |  |
| 72  | e3 d5 | d4 c6  | b3 ...   | ... | ... | ... | ... | ... |  |
| 73  | e3 d5 | d4 c5  | c3 ...   | ... | ... | ... | ... | ... |  |
| 74  | e3 d5 | d4 c5  | ♘f3 ...  | ... | ... | ... | ... | ... |  |
| 75  | e3 d5 | d4 c5  | c4 ...   | ... | ... | ... | ... | ... |  |
| 76  | e3 d5 | d4 c5  | f4 ...   | ... | ... | ... | ... | ... |  |
| 77  | e3 d5 | d4 c5  | dxc5 ... | ... | ... | ... | ... | ... |  |
| 78  | e3 d5 | d4 c5  | b3 ...   | ... | ... | ... | ... | ... |  |
| 79  | e3 d5 | d4 c5  | ♗d3 ...  | ... | ... | ... | ... | ... |  |
| 80  | e3 d5 | d4 c5  | ♘c3 ...  | ... | ... | ... | ... | ... |  |
| 81  | e3 d5 | d4 c5  | a3 ...   | ... | ... | ... | ... | ... |  |
| 82  | e3 d5 | d4 c5  | ♘e2 ...  | ... | ... | ... | ... | ... |  |
| 83  | e3 d5 | d4 c5  | g3 ...   | ... | ... | ... | ... | ... |  |
| 84  | e3 d5 | d4 g6  | ♗d3 ...  | ... | ... | ... | ... | ... |  |
| 85  | e3 d5 | d4 g6  | c4 ...   | ... | ... | ... | ... | ... |  |
| 86  | e3 d5 | d4 g6  | ♘f3 ...  | ... | ... | ... | ... | ... |  |
| 87  | e3 d5 | d4 g6  | f4 ...   | ... | ... | ... | ... | ... |  |
| 88  | e3 d5 | d4 g6  | ♘c3 ...  | ... | ... | ... | ... | ... |  |
| 89  | e3 d5 | d4 g6  | ♗e2 ...  | ... | ... | ... | ... | ... |  |
| 90  | e3 d5 | d4 g6  | c3 ...   | ... | ... | ... | ... | ... |  |
| 91  | e3 d5 | d4 g6  | h3 ...   | ... | ... | ... | ... | ... |  |
| 92  | e3 d5 | d4 a6  | ♗d3 ...  | ... | ... | ... | ... | ... |  |
| 93  | e3 d5 | d4 a6  | c4 ...   | ... | ... | ... | ... | ... |  |
| 94  | e3 d5 | d4 a6  | f4 ...   | ... | ... | ... | ... | ... |  |
| 95  | e3 d5 | d4 a6  | ♘f3 ...  | ... | ... | ... | ... | ... |  |
| 96  | e3 d5 | d4 a6  | c3 ...   | ... | ... | ... | ... | ... |  |
| 97  | e3 d5 | d4 a6  | ♘d2 ...  | ... | ... | ... | ... | ... |  |
| 98  | e3 d5 | d4 f5  | c4 ...   | ... | ... | ... | ... | ... |  |
| 99  | e3 d5 | d4 f5  | ♗d3 ...  | ... | ... | ... | ... | ... |  |
| 100 | e3 d5 | d4 f5  | f4 ...   | ... | ... | ... | ... | ... |  |
| 101 | e3 d5 | d4 f5  | ♘f3 ...  | ... | ... | ... | ... | ... |  |
| 102 | e3 d5 | d4 f5  | c3 ...   | ... | ... | ... | ... | ... |  |
| 103 | e3 d5 | d4 f5  | g3 ...   | ... | ... | ... | ... | ... |  |
| 104 | e3 d5 | d4 ♘d7 | f4 ...   | ... | ... | ... | ... | ... |  |
| 105 | e3 d5 | d4 ♘d7 | ♗d3 ...  | ... | ... | ... | ... | ... |  |
| 106 | e3 d5 | d4 ♘d7 | ...      | ... | ... | ... | ... | ... |  |
| 107 | e3 d5 | d4 ♘d7 | ♘f3 ...  | ... | ... | ... | ... | ... |  |
| 108 | e3 d5 | d4 b6  | c4 ...   | ... | ... | ... | ... | ... |  |
| 109 | e3 d5 | d4 b6  | ♗d3 ...  | ... | ... | ... | ... | ... |  |
| 110 | e3 d5 | d4 b6  | c3 ...   | ... | ... | ... | ... | ... |  |
| 111 | e3 d5 | d4 b6  | f4 ...   | ... | ... | ... | ... | ... |  |
| 112 | e3 d5 | d4 e5  | dxe5 ... | ... | ... | ... | ... | ... |  |
| 113 | e3 d5 | d4 e5  | c3 ...   | ... | ... | ... | ... | ... |  |
| 114 | e3 d5 | d4 e5  | ♘f3 ...  | ... | ... | ... | ... | ... |  |
| 115 | e3 d5 | d4 e5  | c4 ...   | ... | ... | ... | ... | ... |  |
| 116 | e3 d5 | d4 e5  | ♗e2 ...  | ... | ... | ... | ... | ... |  |
| 117 | e3 d5 | d4 e5  | ♘c3 ...  | ... | ... | ... | ... | ... |  |
| 118 | e3 d5 | d4 f6  | ♗d3 ...  | ... | ... | ... | ... | ... |  |
| 119 | e3 d5 | d4 f6  | ♘c3 ...  | ... | ... | ... | ... | ... |  |
| 120 | e3 d5 | d4 f6  | f4 ...   | ... | ... | ... | ... | ... |  |
| 121 | e3 d5 | d4 h5  | ♗d3 ...  | ... | ... | ... | ... | ... |  |
| 122 | e3 d5 | d4 h5  | c3 ...   | ... | ... | ... | ... | ... |  |
| 123 | e3 d5 | d4 Bd7 | ♗d3 ...  | ... | ... | ... | ... | ... |  |
| 124 | e3 d5 | d4 Bg4 | ...      | ... | ... | ... | ... | ... |  |
| 125 | e3 d5 | d4 ♘h6 | ...      | ... | ... | ... | ... | ... |  |
| 126 | e3 d5 | d4 ♘a6 | ♘f3 c5   | ... | ... | ... | ... | ... |  |

### 1. …d5 2. f4
Овај чланак користи алгебарску шаховску нотацију како би се описали шаховски потези.
|   | 1     | 2      | 3      | 4      | 5   | 6   | 7   | 8   |  |
| - | ----- | ------ | ------ | ------ | --- | --- | --- | --- |  |
| 1 | e3 d5 | f4 ♘f6 | ♘f3 g6 | b3 ♗g7 | ... | ... | ... | ... |  |
| 2 | e3 d5 | f4 ♘f6 | ♘f3 g6 | b3 c5  | ... | ... | ... | ... |  |
| 3 | e3 d5 | f4 ♘f6 | ♘f3 g6 | b3 ♗g4 | ... | ... | ... | ... |  |
| 4 | e3 d5 | f4 ♘f6 | ♘f3 g6 | b3 b6  | ... | ... | ... | ... |  |

### 1. …e6
Овај чланак користи алгебарску шаховску нотацију како би се описали шаховски потези.
|    | 1     | 2       | 3   | 4   | 5   | 6   | 7   | 8   |  |
| -- | ----- | ------- | --- | --- | --- | --- | --- | --- |  |
| 1  | e3 e6 | d4 ...  | ... | ... | ... | ... | ... | ... |  |
| 2  | e3 e6 | c4 ...  | ... | ... | ... | ... | ... | ... |  |
| 3  | e3 e6 | b3 ...  | ... | ... | ... | ... | ... | ... |  |
| 4  | e3 e6 | f4 ...  | ... | ... | ... | ... | ... | ... |  |
| 5  | e3 e6 | ♘f3 ... | ... | ... | ... | ... | ... | ... |  |
| 6  | e3 e6 | g3 ...  | ... | ... | ... | ... | ... | ... |  |
| 7  | e3 e6 | d3 ...  | ... | ... | ... | ... | ... | ... |  |
| 8  | e3 e6 | ♘c3 ... | ... | ... | ... | ... | ... | ... |  |
| 9  | e3 e6 | e4 ...  | ... | ... | ... | ... | ... | ... |  |
| 10 | e3 e6 | ♗e2 ... | ... | ... | ... | ... | ... | ... |  |
| 11 | e3 e6 | ♘e2 ... | ... | ... | ... | ... | ... | ... |  |
| 12 | e3 e6 | c3 ...  | ... | ... | ... | ... | ... | ... |  |
| 13 | e3 e6 | ♗d3 ... | ... | ... | ... | ... | ... | ... |  |
| 14 | e3 e6 | ♕f3 ... | ... | ... | ... | ... | ... | ... |  |
| 15 | e3 e6 | ♗c4 ... | ... | ... | ... | ... | ... | ... |  |
| 16 | e3 e6 | ♔e2 ... | ... | ... | ... | ... | ... | ... |  |

### 1. …f5
Овај чланак користи алгебарску шаховску нотацију како би се описали шаховски потези.
|    | 1     | 2       | 3   | 4   | 5   | 6   | 7   | 8   |  |
| -- | ----- | ------- | --- | --- | --- | --- | --- | --- |  |
| 1  | e3 f5 | b3 ...  | ... | ... | ... | ... | ... | ... |  |
| 2  | e3 f5 | c4 ...  | ... | ... | ... | ... | ... | ... |  |
| 3  | e3 f5 | d4 ...  | ... | ... | ... | ... | ... | ... |  |
| 4  | e3 f5 | f4 ...  | ... | ... | ... | ... | ... | ... |  |
| 5  | e3 f5 | e4 ...  | ... | ... | ... | ... | ... | ... |  |
| 6  | e3 f5 | ♘f3 ... | ... | ... | ... | ... | ... | ... |  |
| 7  | e3 f5 | g3 ...  | ... | ... | ... | ... | ... | ... |  |
| 8  | e3 f5 | b4 ...  | ... | ... | ... | ... | ... | ... |  |
| 9  | e3 f5 | ♘e2 ... | ... | ... | ... | ... | ... | ... |  |
| 10 | e3 f5 | ♘c3 ... | ... | ... | ... | ... | ... | ... |  |
| 11 | e3 f5 | d3 ...  | ... | ... | ... | ... | ... | ... |  |
| 12 | e3 f5 | a3 ...  | ... | ... | ... | ... | ... | ... |  |

### 1. …d6
Овај чланак користи алгебарску шаховску нотацију како би се описали шаховски потези.
|    | 1     | 2       | 3   | 4   | 5   | 6   | 7   | 8   |  |
| -- | ----- | ------- | --- | --- | --- | --- | --- | --- |  |
| 1  | e3 d6 | d4 ...  | ... | ... | ... | ... | ... | ... |  |
| 2  | e3 d6 | b3 ...  | ... | ... | ... | ... | ... | ... |  |
| 3  | e3 d6 | c4 ...  | ... | ... | ... | ... | ... | ... |  |
| 4  | e3 d6 | ♘f3 ... | ... | ... | ... | ... | ... | ... |  |
| 5  | e3 b6 | g3 ...  | ... | ... | ... | ... | ... | ... |  |
| 6  | e3 d6 | ♘c3 ... | ... | ... | ... | ... | ... | ... |  |
| 7  | e3 d6 | ♘e2 ... | ... | ... | ... | ... | ... | ... |  |
| 8  | e3 d6 | e4 ...  | ... | ... | ... | ... | ... | ... |  |
| 9  | e3 d6 | f4 ...  | ... | ... | ... | ... | ... | ... |  |
| 10 | e3 d6 | b4 ...  | ... | ... | ... | ... | ... | ... |  |
| 11 | e3 d6 | d3 ...  | ... | ... | ... | ... | ... | ... |  |

### 1. …b6
Овај чланак користи алгебарску шаховску нотацију како би се описали шаховски потези.
|    | 1     | 2       | 3   | 4   | 5   | 6   | 7   | 8   |  |
| -- | ----- | ------- | --- | --- | --- | --- | --- | --- |  |
| 1  | e3 b6 | b3 ...  | ... | ... | ... | ... | ... | ... |  |
| 2  | e3 b6 | ♘f3 ... | ... | ... | ... | ... | ... | ... |  |
| 3  | e3 b6 | d4 ...  | ... | ... | ... | ... | ... | ... |  |
| 4  | e3 b6 | f4 ...  | ... | ... | ... | ... | ... | ... |  |
| 5  | e3 b6 | ♗e2 ... | ... | ... | ... | ... | ... | ... |  |
| 6  | e3 b6 | c4 ...  | ... | ... | ... | ... | ... | ... |  |
| 7  | e3 b6 | e4 ...  | ... | ... | ... | ... | ... | ... |  |
| 8  | e3 b6 | g3 ...  | ... | ... | ... | ... | ... | ... |  |
| 9  | e3 b6 | ♘c3 ... | ... | ... | ... | ... | ... | ... |  |
| 10 | e3 b6 | ♕f3 ... | ... | ... | ... | ... | ... | ... |  |
| 11 | e3 b6 | d3 ...  | ... | ... | ... | ... | ... | ... |  |
| 12 | e3 b6 | ♘e2 ... | ... | ... | ... | ... | ... | ... |  |

### 1. …c6
Овај чланак користи алгебарску шаховску нотацију како би се описали шаховски потези.
|   | 1     | 2       | 3   | 4   | 5   | 6   | 7   | 8   |  |
| - | ----- | ------- | --- | --- | --- | --- | --- | --- |  |
| 1 | e3 c6 | c4 ...  | ... | ... | ... | ... | ... | ... |  |
| 2 | e3 c6 | b3 ...  | ... | ... | ... | ... | ... | ... |  |
| 3 | e3 c6 | ♘f3 ... | ... | ... | ... | ... | ... | ... |  |
| 4 | e3 c6 | ♘c3 ... | ... | ... | ... | ... | ... | ... |  |
| 5 | e3 c6 | f4 ...  | ... | ... | ... | ... | ... | ... |  |
| 6 | e3 c6 | d3 ...  | ... | ... | ... | ... | ... | ... |  |

### 1. …♘c6
|   | 1      | 2       | 3        | 4       | 5          | 6          | 7        | 8          |                                                 |
| - | ------ | ------- | -------- | ------- | ---------- | ---------- | -------- | ---------- | ----------------------------------------------- |
| 1 | e3 ♘c6 | b3 e5   | ♗b2 ♘f6  | ♗b5 ♗d6 | ...        | ...        | ...      | ...        |                                                 |
| 1 | e3 ♘c6 | b3 e5   | ♗b2 ♘f6  | ♗b5 d6  | Ne2 Bd7    | ...        | ...      | ...        |                                                 |
| 1 | e3 ♘c6 | b3 e5   | ♗b2 ♘f6  | ♗b5 d6  | Ne2 Be7    | ...        | ...      | ...        |                                                 |
| 1 | e3 ♘c6 | b3 e5   | ♗b2 ♘f6  | ♗b5 d6  | Ne2 a6     | Bxc6+ bxc6 | d4 ...   | ...        |                                                 |
| 1 | e3 ♘c6 | b3 e5   | ♗b2 ♘f6  | ♗b5 d6  | Ne2 a6     | Bxc6+ bxc6 | d3 Be7   | Nd2 O-O    |                                                 |
| 1 | e3 ♘c6 | b3 e5   | ♗b2 ♘f6  | ♗b5 d6  | Ne2 a6     | Bxc6+ bxc6 | d3 Be7   | O-O ...    |                                                 |
| 1 | e3 ♘c6 | b3 e5   | ♗b2 ♘f6  | ♗b5 d6  | Ne2 a6     | Bxc6+ bxc6 | c4 Be7   | d4 exd4    |                                                 |
| 1 | e3 ♘c6 | b3 e5   | ♗b2 ♘f6  | ♗b5 d6  | Ne2 a6     | Bxc6+ bxc6 | c4 Be7   | O-O ...    |                                                 |
| 1 | e3 ♘c6 | b3 e5   | ♗b2 ♘f6  | ♗b5 d6  | Ne2 a6     | Bxc6+ bxc6 | f4 ...   | ...        |                                                 |
| 1 | e3 ♘c6 | b3 e5   | ♗b2 ♘f6  | ♗b5 d6  | Ne2 a6     | Bxc6+ bxc6 | a4 ...   | ...        |                                                 |
| 1 | e3 ♘c6 | b3 e5   | ♗b2 ♘f6  | ♗b5 d6  | Ne2 a6     | Bxc6+ bxc6 | ...      | ...        |                                                 |
| 1 | e3 ♘c6 | b3 e5   | ♗b2 ♘f6  | ♗b5 d6  | Ne2 g6     | d4 Bg7     | ...      | ...        |                                                 |
| 1 | e3 ♘c6 | b3 e5   | ♗b2 ♘f6  | ♗b5 d6  | Ne2 g6     | d4 exd4    | ...      | ...        |                                                 |
| 1 | e3 ♘c6 | b3 e5   | ♗b2 ♘f6  | ♗b5 d6  | Ne2 g6     | d4 Nd7     | dxe5 Bg7 | Bxc6 bxc6  |                                                 |
| 1 | e3 ♘c6 | b3 e5   | ♗b2 ♘f6  | ♗b5 d6  | Ne2 g6     | d4 Nd7     | dxe5 Bg7 | Nd4 Nxd4   |                                                 |
| 1 | e3 ♘c6 | b3 e5   | ♗b2 ♘f6  | ♗b5 d6  | Ne2 g6     | d4 Nd7     | dxe5 Bg7 | Nd4 Nxd4   |                                                 |
| 1 | e3 ♘c6 | b3 e5   | ♗b2 ♘f6  | ♗b5 d6  | Ne2 g6     | d4 Nd7     | dxe5 Bg7 | Nd4 Ncxe5  |                                                 |
| 1 | e3 ♘c6 | b3 e5   | ♗b2 ♘f6  | ♗b5 d6  | Ne2 g6     | d4 Nd7     | Bxc6 ... | ...        |                                                 |
| 1 | e3 ♘c6 | b3 e5   | ♗b2 ♘f6  | ♗b5 d6  | Ne2 g6     | d4 e4      | ...      | ...        |                                                 |
| 1 | e3 ♘c6 | b3 e5   | ♗b2 ♘f6  | ♗b5 d6  | Ne2 g6     | f4 ...     | ...      | ...        |                                                 |
| 1 | e3 ♘c6 | b3 e5   | ♗b2 ♘f6  | ♗b5 d6  | Ne2 Nd7    | ...        | ...      | ...        |                                                 |
| 1 | e3 ♘c6 | b3 e5   | ♗b2 ♘f6  | ♗b5 d6  | Ne2 Be6    | ...        | ...      | ...        |                                                 |
| 1 | e3 ♘c6 | b3 e5   | ♗b2 ♘f6  | ♗b5 d6  | d4 ...     | ...        | ...      | ...        |                                                 |
| 1 | e3 ♘c6 | b3 e5   | ♗b2 ♘f6  | ♗b5 d6  | Nf3 ...    | ...        | ...      | ...        |                                                 |
| 1 | e3 ♘c6 | b3 e5   | ♗b2 ♘f6  | ♗b5 d6  | Bxc6+ ...  | ...        | ...      | ...        |                                                 |
| 1 | e3 ♘c6 | b3 e5   | ♗b2 ♘f6  | ♗b5 d6  | f4 ...     | ...        | ...      | ...        |                                                 |
| 1 | e3 ♘c6 | b3 e5   | ♗b2 ♘f6  | ♗b5 d6  | c4 ...     | ...        | ...      | ...        |                                                 |
| 1 | e3 ♘c6 | b3 e5   | ♗b2 ♘f6  | ♗b5 d6  | Nc3 ...    | ...        | ...      | ...        |                                                 |
| 1 | e3 ♘c6 | b3 e5   | ♗b2 ♘f6  | ♗b5 d6  | d3 ...     | ...        | ...      | ...        |                                                 |
| 1 | e3 ♘c6 | b3 e5   | ♗b2 ♘f6  | ♗b5 d6  | h3 Bd7     | ...        | ...      | ...        |                                                 |
| 1 | e3 ♘c6 | b3 e5   | ♗b2 ♘f6  | ♗b5 d6  | h3 Be7     | ...        | ...      | ...        |                                                 |
| 1 | e3 ♘c6 | b3 e5   | ♗b2 ♘f6  | ♗b5 e4  | Ne2 a6     | Bxc6 dxc6  | Ng3 h5   | Nc3 Bg4    |                                                 |
| 1 | e3 ♘c6 | b3 e5   | ♗b2 ♘f6  | ♗b5 e4  | Ne2 a6     | Bxc6 dxc6  | Ng3 h5   | Nc3 Bg4    |                                                 |
| 1 | e3 ♘c6 | b3 e5   | ♗b2 ♘f6  | ♗b5 e4  | Ne2 a6     | Bxc6 dxc6  | Ng3 h5   | Nc3 Qe7    |                                                 |
| 1 | e3 ♘c6 | b3 e5   | ♗b2 ♘f6  | ♗b5 e4  | Ne2 a6     | Bxc6 dxc6  | Ng3 h5   | Bxf6 ...   |                                                 |
| 1 | e3 ♘c6 | b3 e5   | ♗b2 ♘f6  | ♗b5 e4  | Ne2 a6     | Bxc6 dxc6  | Ng3 Bg4  | ...        |                                                 |
| 1 | e3 ♘c6 | b3 e5   | ♗b2 ♘f6  | ♗b5 e4  | Ne2 a6     | Bxc6 dxc6  | Nbc3 ... | ...        |                                                 |
| 1 | e3 ♘c6 | b3 e5   | ♗b2 ♘f6  | ♗b5 e4  | Ne2 a6     | Bxc6 dxc6  | O-O ...  | ...        |                                                 |
| 1 | e3 ♘c6 | b3 e5   | ♗b2 ♘f6  | ♗b5 e4  | Ne2 a6     | Bxc6 bxc6  | ...      | ...        |                                                 |
| 1 | e3 ♘c6 | b3 e5   | ♗b2 ♘f6  | ♗b5 e4  | Ne2 Bd6    | ...        | ...      | ...        |                                                 |
| 1 | e3 ♘c6 | b3 e5   | ♗b2 ♘f6  | ♗b5 e4  | Ne2 h5     | ...        | ...      | ...        |                                                 |
| 1 | e3 ♘c6 | b3 e5   | ♗b2 ♘f6  | ♗b5 e4  | Ne2 d5     | ...        | ...      | ...        |                                                 |
| 1 | e3 ♘c6 | b3 e5   | ♗b2 ♘f6  | ♗b5 e4  | d3 ...     | ...        | ...      | ...        |                                                 |
| 1 | e3 ♘c6 | b3 e5   | ♗b2 ♘f6  | ♗b5 e4  | f3 ...     | ...        | ...      | ...        |                                                 |
| 1 | e3 ♘c6 | b3 e5   | ♗b2 ♘f6  | ♗b5 e4  | f4 ...     | ...        | ...      | ...        |                                                 |
| 1 | e3 ♘c6 | b3 e5   | ♗b2 ♘f6  | ♗b5 e4  | Bxc6 ...   | ...        | ...      | ...        |                                                 |
| 1 | e3 ♘c6 | b3 e5   | ♗b2 ♘f6  | ♗b5 e4  | d4 ...     | ...        | ...      | ...        |                                                 |
| 1 | e3 ♘c6 | b3 e5   | ♗b2 ♘f6  | ♗b5 e4  | c4 ...     | ...        | ...      | ...        |                                                 |
| 1 | e3 ♘c6 | b3 e5   | ♗b2 ♘f6  | ♗b5 e4  | Nc3 ...    | ...        | ...      | ...        |                                                 |
| 1 | e3 ♘c6 | b3 e5   | ♗b2 ♘f6  | ♗b5 Qe7 | ♘f3 e4     | ♘d4 ♘xd4   | ♗xd4 g6  | f3 c6      |                                                 |
| 1 | e3 ♘c6 | b3 e5   | ♗b2 ♘f6  | ♗b5 Qe7 | ♘f3 e4     | ♘d4 ♘xd4   | ♗xd4 c6  | ...        |                                                 |
| 1 | e3 ♘c6 | b3 e5   | ♗b2 ♘f6  | ♗b5 Qe7 | ♘f3 e4     | ♘d4 Qe5    | ...      | ...        |                                                 |
| 1 | e3 ♘c6 | b3 e5   | ♗b2 ♘f6  | ♗b5 Qe7 | ♘f3 e4     | ♗xc6 dxc6  | ♘e5 ♘d7  | ...        |                                                 |
| 1 | e3 ♘c6 | b3 e5   | ♗b2 ♘f6  | ♗b5 Qe7 | ♘f3 e4     | ♗xc6 dxc6  | ♘e5 g6   | ...        |                                                 |
| 1 | e3 ♘c6 | b3 e5   | ♗b2 ♘f6  | ♗b5 Qe7 | ♘f3 e4     | ♗a3 ...    | ...      | ...        |                                                 |
| 1 | e3 ♘c6 | b3 e5   | ♗b2 ♘f6  | ♗b5 Qe7 | ♘e2 g6     | f4 e4      | Nbc3 Bg7 | ...        |                                                 |
| 1 | e3 ♘c6 | b3 e5   | ♗b2 ♘f6  | ♗b5 Qe7 | ♘e2 g6     | f4 e4      | Nbc3 Rg8 | ...        |                                                 |
| 1 | e3 ♘c6 | b3 e5   | ♗b2 ♘f6  | ♗b5 Qe7 | ♘e2 g6     | O-O ...    | ...      | ...        |                                                 |
| 1 | e3 ♘c6 | b3 e5   | ♗b2 ♘f6  | ♗b5 Qe7 | ♘e2 a6     | ♗xc6 bxc6  | d4 ...   | ...        |                                                 |
| 1 | e3 ♘c6 | b3 e5   | ♗b2 ♘f6  | ♗b5 Qe7 | ♘e2 a6     | ♗xc6 bxc6  | O-O ...  | ...        |                                                 |
| 1 | e3 ♘c6 | b3 e5   | ♗b2 ♘f6  | ♗b5 Qe7 | ♘e2 a6     | ♗xc6 dxc6  | ...      | ...        |                                                 |
| 1 | e3 ♘c6 | b3 e5   | ♗b2 ♘f6  | ♗b5 Qe7 | ♘e2 ♘d8    | ...        | ...      | ...        |                                                 |
| 1 | e3 ♘c6 | b3 e5   | ♗b2 ♘f6  | ♗b5 a6  | ♗xc6 dxc6  | ♗xe5 ♘d5   | ...      | ...        |                                                 |
| 1 | e3 ♘c6 | b3 e5   | ♗b2 ♘f6  | ♗b5 a6  | ♗xc6 dxc6  | ♗xe5 ♗e7   | ...      | ...        |                                                 |
| 1 | e3 ♘c6 | b3 e5   | ♗b2 ♘f6  | ♗b5 a6  | ♗xc6 bxc6  | ♗xe5 ♗a3   | ...      | ...        |                                                 |
| 1 | e3 ♘c6 | b3 e5   | ♗b2 ♘f6  | ♗b5 a6  | ♗xc6 bxc6  | ♗xe5 ♘g4   | ...      | ...        |                                                 |
| 1 | e3 ♘c6 | b3 e5   | ♗b2 ♘f6  | ♗b5 g6  | ♗xc6 bxc6  | ♗xe5 ♗g7   | ♘f3 d6   | ...        |                                                 |
| 1 | e3 ♘c6 | b3 e5   | ♗b2 ♘f6  | ♗b5 g6  | ♗xc6 bxc6  | ♗xe5 ♗g7   | ♘f3 O-O  | ...        |                                                 |
| 1 | e3 ♘c6 | b3 e5   | ♗b2 ♘f6  | ♗b5 ♗b4 | a3 ...     | ...        | ...      | ...        |                                                 |
| 1 | e3 ♘c6 | b3 e5   | ♗b2 ♘f6  | ♗b5 ♗b4 | ♗xc6 ...   | ...        | ...      | ...        |                                                 |
| 1 | e3 ♘c6 | b3 e5   | ♗b2 ♘f6  | ♗b5 d5  | ♗xc6+ bxc6 | ♗xe5 ♗e7   | ...      | ...        |                                                 |
| 1 | e3 ♘c6 | b3 e5   | ♗b2 ♘f6  | ♗b5 d5  | ♗xc6+ bxc6 | ♗xe5 ♗d6   | ...      | ...        |                                                 |
| 1 | e3 ♘c6 | b3 e5   | ♗b2 ♘f6  | ♗b5 ♗e7 | ♘e2 ...    | ...        | ...      | ...        |                                                 |
| 1 | e3 ♘c6 | b3 e5   | ♗b2 ♘f6  | ♗b5 ♗e7 | ♗xc6 ...   | ...        | ...      | ...        |                                                 |
| 1 | e3 ♘c6 | b3 e5   | ♗b2 ♘f6  | ♗b5 ♘b4 | ...        | ...        | ...      | ...        |                                                 |
| 1 | e3 ♘c6 | b3 e5   | ♗b2 ♘f6  | ♗b5 ♗c5 | ...        | ...        | ...      | ...        |                                                 |
| 1 | e3 ♘c6 | b3 e5   | ♗b2 d5   | ...     | ...        | ...        | ...      | ...        |                                                 |
| 1 | e3 ♘c6 | b3 e5   | ♗b2 d6   | ...     | ...        | ...        | ...      | ...        |                                                 |
| 1 | e3 ♘c6 | b3 e5   | ♗b2 g6   | ...     | ...        | ...        | ...      | ...        |                                                 |
| 1 | e3 ♘c6 | b3 e5   | ♗b2 a6   | ...     | ...        | ...        | ...      | ...        |                                                 |
| 1 | e3 ♘c6 | b3 e5   | ♗b2 ♘ge7 | ...     | ...        | ...        | ...      | ...        |                                                 |
| 1 | e3 ♘c6 | b3 e5   | ♗b2 ♗c5  | ...     | ...        | ...        | ...      | ...        |                                                 |
| 1 | e3 ♘c6 | b3 e5   | ♗b2 f5   | ...     | ...        | ...        | ...      | ...        |                                                 |
| 1 | e3 ♘c6 | b3 e5   | ♗b2 ♗b4  | ...     | ...        | ...        | ...      | ...        |                                                 |
| 1 | e3 ♘c6 | b3 e5   | ♗b2 ♗e7  | ...     | ...        | ...        | ...      | ...        |                                                 |
| 1 | e3 ♘c6 | b3 e5   | ♗b2 f6   | ...     | ...        | ...        | ...      | ...        |                                                 |
| 1 | e3 ♘c6 | b3 e5   | ♗b2 ♗d6  | ...     | ...        | ...        | ...      | ...        |                                                 |
| 1 | e3 ♘c6 | b3 e5   | ♗b2 ♘h6  | c4 d6   | ...        | ...        | ...      | ...        | Nimzovich-Larsen attack, modern variation (A01) |
| 1 | e3 ♘c6 | b3 e5   | ♗b2 ♘h6  | c4 ♗e7  | ...        | ...        | ...      | ...        | Nimzovich-Larsen attack, modern variation (A01) |
| 1 | e3 ♘c6 | b3 e5   | ♗b2 Nh6  | ♗b5 ... | ...        | ...        | ...      | ...        |                                                 |
| 1 | e3 ♘c6 | b3 e5   | ♗b2 Nh6  | Ne2 ... | ...        | ...        | ...      | ...        |                                                 |
| 1 | e3 ♘c6 | b3 e5   | ♗b2 b6   | ♗b5 ... | ...        | ...        | ...      | ...        |                                                 |
| 1 | e3 ♘c6 | b3 e5   | Bb2 b6   | d4 ...  | ...        | ...        | ...      | ...        |                                                 |
| 1 | e3 ♘c6 | b3 e5   | Bb2 e4   | d3 ...  | ...        | ...        | ...      | ...        |                                                 |
| 1 | e3 ♘c6 | b3 e5   | Bb2 e4   | Bb5 ... | ...        | ...        | ...      | ...        |                                                 |
| 1 | e3 ♘c6 | b3 e5   | Bb2 Qf6  | ...     | ...        | ...        | ...      | ...        |                                                 |
| 1 | e3 ♘c6 | b3 e5   | g3 ...   | ...     | ...        | ...        | ...      | ...        |                                                 |
| 1 | e3 ♘c6 | b3 e5   | d3 ...   | ...     | ...        | ...        | ...      | ...        |                                                 |
| 1 | e3 ♘c6 | b3 e5   | ...      | ...     | ...        | ...        | ...      | ...        |                                                 |
| 1 | e3 ♘c6 | b3 Nf6  | ...      | ...     | ...        | ...        | ...      | ...        |                                                 |
| 1 | e3 ♘c6 | b3 d6   | ...      | ...     | ...        | ...        | ...      | ...        |                                                 |
| 2 | e3 ♘c6 | d4 ...  | ...      | ...     | ...        | ...        | ...      | ...        |                                                 |
| 3 | e3 ♘c6 | f4 ...  | ...      | ...     | ...        | ...        | ...      | ...        |                                                 |
| 4 | e3 ♘c6 | e4 ...  | ...      | ...     | ...        | ...        | ...      | ...        |                                                 |
| 5 | e3 ♘c6 | ♗c4 ♘b4 | c3 ♘c6   | ♕f3 a6  | ♕xf7# 1-0  | ...        | ...      | ...        |                                                 |
| 6 | e3 ♘c6 | ♘c3 ... | ...      | ...     | ...        | ...        | ...      | ...        |                                                 |
| 7 | e3 ♘c6 | ♗b5 d6  | c4 g6    | ♘c3 ♗g7 | d4 ♗d7     | ♘ge2 e6    | O-O ♘ce7 | ♗xd7+ ♕xd7 |                                                 |

### 1. …a5
|   | 1     | 2       | 3       | 4       | 5       | 6         | 7        | 8        |  |
| - | ----- | ------- | ------- | ------- | ------- | --------- | -------- | -------- |  |
| 1 | e3 a5 | ♕h5 ♖a6 | ♕xa5 h5 | h4 ♖ah6 | ♕xc7 f6 | ♕xd7+ ♔f7 | ♕xb7 ♕d3 | ♕xb8 ♕h7 |  |
| 2 | e3 a5 | c4 Ra6  | Nc3 Rg6 | Qc2 b6  | Nf3 Bb7 | Nh4 Rg4   | Nf5 e6   | Ng3 h5   |  |
| 2 | e3 a5 | c4 e6   | ...     | ...     | ...     | ...       | ...      | ...      |  |
| 3 | e3 a5 | c3 ...  | ...     | ...     | ...     | ...       | ...      | ...      |  |

### 1. …a6
|     | 1     | 2       | 3   | 4   | 5   | 6   | 7   | 8   |  |
| --- | ----- | ------- | --- | --- | --- | --- | --- | --- |  |
| 1.1 | e3 a6 | d4 d5   | ... | ... | ... | ... | ... | ... |  |
| 1.2 | e3 a6 | d4 ♘f6  | ... | ... | ... | ... | ... | ... |  |
| 2   | e3 a6 | c4 ...  | ... | ... | ... | ... | ... | ... |  |
| 3   | e3 a6 | e4 ...  | ... | ... | ... | ... | ... | ... |  |
| 4   | e3 a6 | ♘f3 ... | ... | ... | ... | ... | ... | ... |  |

### 1. …♘h6
|   | 1      | 2      | 3   | 4   | 5   | 6   | 7   | 8   |  |
| - | ------ | ------ | --- | --- | --- | --- | --- | --- |  |
| 1 | e3 ♘h6 | ♕f3 e6 | ... | ... | ... | ... | ... | ... |  |

### 1. …h5
|   | 1     | 2      | 3      | 4       | 5        | 6   | 7   | 8   |  |
| - | ----- | ------ | ------ | ------- | -------- | --- | --- | --- |  |
| 1 | e3 h5 | ♗c4 h4 | ♕f3 f6 | ♗d3 ♖h6 | ♕h5+ 1-0 | ... | ... | ... |  |

- 1. …d5 2. f2-f4
- 1. …♘f6 2. f2-f4
- 1. …g6
- 1. …c5
- 1. …e6
- 1. …f5

- 1. …e7-e5 2. c2-c4 d7-d6 3. Кb1-c3 Кb8-c6 4. b2-b3 Kg8-f6